# Josh Bugajski
Joshua "Josh" Bugajski (født 5. oktober 1990 i Stockport, England) er en britisk roer.
Bugajski vandt en bronzemedalje i disciplinen otter ved OL 2020 i Tokyo. Jacob Dawson, Thomas George, Moe Sbihi, Charles Elwes, Oliver Wynne-Griffith, James Rudkin, Thomas Ford og styrmand Henry Fieldman udgjorde resten af mandskabet i den britiske båd. Briterne blev i finalen besejret med godt et sekund af guldmedaljevinderne fra New Zealand og med få hundrededele af Tyskland, som tog sølvet.
Bugajski har desuden vundet en EM-guldmedalje i otter ved EM 2021 i Italien samt en VM-bronzemedalje i samme disciplin i 2019. Som studerende deltog han tog gange i Oxford University's båd i det traditionsrige Boat Race mod Cambridge.

## OL-medaljer
- 2020:  Bronze i otter